# Tournoi des Cinq Nations 1929
Navigation
Tournoi 1928 Tournoi 1930
Le Tournoi des Cinq Nations 1929, le quinzième du genre, se joue du 1er janvier au 1er mars 1929. Il est remporté par l'Écosse. La France se contente d'une septième Cuillère de bois.

## Classement
| Rang | Nations        | J | V | N | D | PP | PC  | Δ   | Pts |
| ---- | -------------- | - | - | - | - | -- | --- | --- | --- |
| 1    | Écosse         | 4 | 3 | 0 | 1 | 41 | -30 | +11 | 6   |
| 2    | Pays de Galles | 4 | 2 | 1 | 1 | 30 | -23 | +7  | 5   |
| 2    | Irlande        | 4 | 2 | 1 | 1 | 24 | 26  | -2  | 5   |
| 4    | Angleterre (T) | 4 | 2 | 0 | 2 | 35 | 27  | +8  | 4   |
| 5    | France         | 4 | 0 | 0 | 4 | 12 | 36  | -24 | 0   |

- Légende :
 T : Tenante du titre 1928 ; Pts : points de classement (barème : 2 points pour une victoire, 1 point en cas de match nul, rien pour une défaite) ;
 PP points marqués, PC points encaissés, Δ différence de points PP - PC.
- Meilleures attaque et différence de points pour l'Écosse vainqueure.
- Meilleure défense au pays de Galles.

## Résultats
Les matches se jouent sur huit dates et dans sept villes : 
| 31 décembre 1928, Colombes | France         | 00 - 6  | Irlande        |
| 19 janvier 1929, Édimbourg | Écosse         | 06 - 3  | France         |
| 19 janvier 1929, Londres   | Angleterre     | 08 - 3  | Pays de Galles |
| 2 février 1929, Swansea    | Pays de Galles | 14 - 7  | Écosse         |
| 9 février 1929, Londres    | Angleterre     | 05 - 6  | Irlande        |
| 23 février 1929, Cardiff   | Pays de Galles | 08 - 3  | France         |
| 23 février 1929, Dublin    | Irlande        | 07 - 16 | Écosse         |
| 9 mars 1929, Belfast       | Irlande        | 05 - 5  | Pays de Galles |
| 16 mars 1929, Édimbourg    | Écosse         | 12 - 6  | Angleterre     |
| 1er avril 1929, Paris      | France         | 06 - 16 | Angleterre     |

## Les matches de la France
Feuilles de match des rencontres de l'équipe de France :

### France - Irlande
| Lundi 31 décembre 1928 Temps froid et gris. | France | 0 - 6 (0-0)                          | Irlande | Stade Yves-du-Manoir, Colombes Bon terrain 42 000 spectateurs Arbitre : B Cumberlege |
| Lundi 31 décembre 1928 Temps froid et gris. |        | Essai(s) : 2 Davy, Stephenson (cap.) |         | Stade Yves-du-Manoir, Colombes Bon terrain 42 000 spectateurs Arbitre : B Cumberlege |
| Lundi 31 décembre 1928 Temps froid et gris. |        |                                      |         | Stade Yves-du-Manoir, Colombes Bon terrain 42 000 spectateurs Arbitre : B Cumberlege |

### Écosse - France
| Samedi 19 janvier 1929 Temps doux et ensoleillé. | Écosse                                       | 6 - 3 (3-0) | France                 | Murrayfield, Édimbourg Bon terrain 70 000 spectateurs Arbitre : B Cumberlege |
| Samedi 19 janvier 1929 Temps doux et ensoleillé. | Essai(s) : J Paterson Pénalité(s) : AH Brown |             | Essai(s) : A Béhotéguy | Murrayfield, Édimbourg Bon terrain 70 000 spectateurs Arbitre : B Cumberlege |
| Samedi 19 janvier 1929 Temps doux et ensoleillé. |                                              |             |                        | Murrayfield, Édimbourg Bon terrain 70 000 spectateurs Arbitre : B Cumberlege |

### Pays de Galles - France
| Samedi 23 février 1929 Temps couvert | Pays de Galles                                                    | 8 - 3 (5-0) | France             | National Stadium, Cardiff Terrain gras 45 000 spectateurs Arbitre : H Wilkins |
| Samedi 23 février 1929 Temps couvert | Essai(s) : 2 T Arthur, B Barrell Transformation(s) : 1/2 D Parker |             | Essai(s) : A.Camel | National Stadium, Cardiff Terrain gras 45 000 spectateurs Arbitre : H Wilkins |
| Samedi 23 février 1929 Temps couvert |                                                                   |             |                    | National Stadium, Cardiff Terrain gras 45 000 spectateurs Arbitre : H Wilkins |

### France - Angleterre
| Lundi 1er avril 1929 Temps couvert | France                      | 6 - 16 (3-8) | Angleterre                                                                         | Stade Yves-du-Manoir, Colombes Bon terrain 50 000 spectateurs Arbitre : A Freethy |
| Lundi 1er avril 1929 Temps couvert | Essai(s) : 2 Ribère, Houdet |              | Essai(s) : 4 C Gummer, C Aarvold (2), J Periton Transformation(s) : 2/4 E Stanbury | Stade Yves-du-Manoir, Colombes Bon terrain 50 000 spectateurs Arbitre : A Freethy |
| Lundi 1er avril 1929 Temps couvert |                             |              |                                                                                    | Stade Yves-du-Manoir, Colombes Bon terrain 50 000 spectateurs Arbitre : A Freethy |

## Sources et références
1. ↑  Pierre Salviac et Roger Couderc (préfacier), LE TOURNOI DES 5 NATIONS : 1910-1980 Tous les matches·Tous les résultats·Tous les joueurs, Fernand Nathan, 1981, 102 p., p. 69.